# Bisbat d'Odessa-Simferòpol
El bisbat d'Odessa-Simferòpol (ucraïnès: Одесько-Сімферопольська дієцезія); llatí: Dioecesis Odesensis-Sympheropolitana) és una seu de l'Església catòlica a Ucraïna, sufragània de l'arquebisbat de Lviv.
Al 2019 tenia 18.270 batejats d'un total de 8.453.600 habitants. Actualment està regida pel bisbe Stanislav Šyrokoradjuk, O.F.M.

## Territori

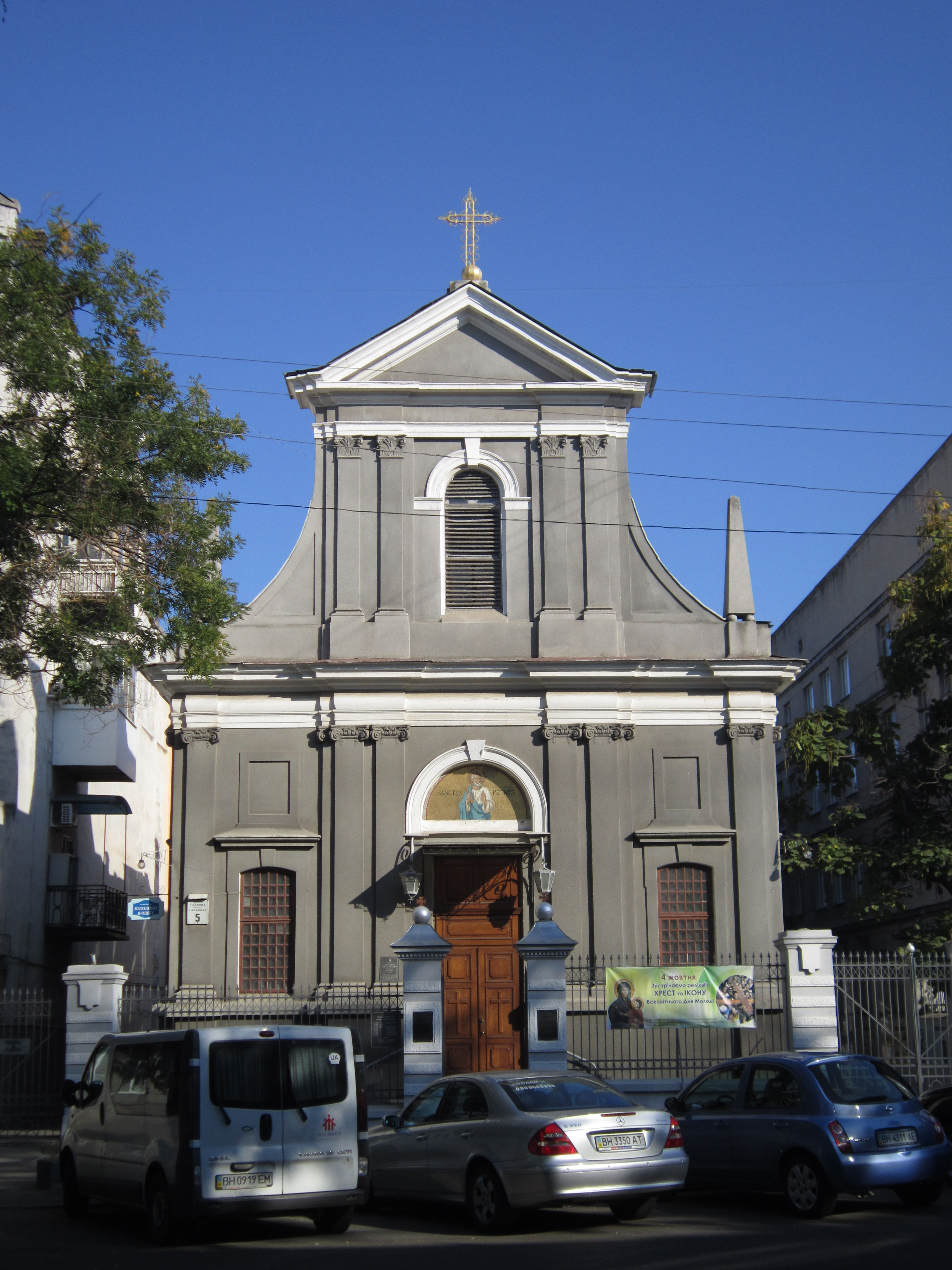
La basílica menor de San Pere a Odessa.

La diòcesi comprèn els oblasts de Odessa, Mikolaiv, Kherson i Kirovohrad, i la pensísula de Crimea.
La seu episcopal és la ciutat d'Odessa, on es troba la catedral de Assumpció de Maria Verge. També a Odessa es troba la basílica menor de San Pere.
El territori s'estén sobre 138.000 km² i està dividit en 160 parròquies

## Cronologia episcopal
- Bronisław Bernacki (4 de maig de 2002 - 18 de febrer de 2020 jubilat)
- Stanislav Šyrokoradjuk, O.F.M., des del 18 de febrer de 2020

## Estadístiques
A finals del 2019, la diòcesi tenia 18.270 batejats sobre una població de 8.453.600 persones, equivalent al 0,2% del total.
| any  | població | població   | població | sacerdots | sacerdots       | sacerdots       | sacerdots             | diàques | religiosos | religiosos | parroquies |
| ---- | -------- | ---------- | -------- | --------- | --------------- | --------------- | --------------------- | ------- | ---------- | ---------- | ---------- |
| any  | batejats | total      | %        | total     | clergat secular | clergat regular | batejats por sacerdot | diàques | homes      | dones      |            |
| 2003 | 15.300   | 8.500.000  | 0,2      | 10        | 5               | 5               | 1.530                 |         | 5          | 25         | 15         |
| 2004 | 16.360   | 10.000.000 | 0,2      | 12        | 4               | 8               | 1.363                 |         | 11         | 33         | 70         |
| 2013 | 33.000   | 9.980.000  | 0,3      | 55        | 34              | 21              | 600                   |         | 22         | 40         | 156        |
| 2016 | 18.000   | 8.500.000  | 0,2      | 57        | 38              | 19              | 315                   |         | 20         | 32         | 156        |
| 2019 | 18.270   | 8.453.600  | 0,2      | 80        | 58              | 22              | 228                   |         | 23         | 33         | 160        |